# ITP
För andra betydelser, se ITP (olika betydelser).
Industrins och handelns tilläggspension (ITP) är en tjänstepension för privatanställda tjänstemän i Sverige. ITP har kommit till genom ett kollektivavtal mellan PTK och Svenskt Näringsliv. ITP-planen kom till 1960 och är sedan 1974 kollektivavtalad.
Det finns två sorters ITP: 
- ITP 1 med premiebestämd ålderspension. Gäller för tjänstemän födda 1979 eller senare (även vissa personer födda tidigare kan omfattas). Premiebestämd innebär att storleken på premien (det arbetsgivaren betalar in varje månad) är bestämd på förhand, men inte storleken på pensionen.
- ITP 2 med förmånsbestämd ålderspension. Gäller för tjänstemän födda 1978 eller tidigare. Förmånsbestämd innebär att storleken på pensionen är bestämd på förhand, men inte premien.

ITP innehåller förutom ålderspension också sjukpension och olika försäkringar. Både pensionen och försäkringarna går att anpassa genom personliga val. Valen gör man via Collectum. 
Drygt två miljoner svenskar har ITP. För att omfattas av ITP ska man ha fyllt 18 år och vara anställd hos en arbetsgivare som har det kollektivavtal som PTK har förhandlat fram med Svenskt Näringsliv.

## Historik
Avtalet om den första ITP-planen undertecknades 1960 av arbetslivsorganisationerna SAF, SIF och SALF, vilka idag motsvaras av Svenskt Näringsliv, Unionen och Ledarna. I den första ITP-planen ingick ålderspension, invalidpension och änkepension. Pensionslöftet innebar att ITP tillsammans med den allmänna tilläggspensionen (ATP) och folkpensionen skulle ge cirka 65 procent av slutlönen.
Sedan den 1 oktober 1974 är ITP kollektivavtalad. 1977 trädde en ny ITP-plan i kraft, som bland annat införde en kompletterande premiebestämd del i pensionslösningen kallad ITPK. År 2007 var det åter dags för en ny ITP-plan att träda i kraft, samtidigt som den tidigare planen levde kvar med vissa förändringar. Den nya planen är det som kallas ITP 1 och den tidigare planen med vissa förändringar kallas ITP 2.

## ITP 1
ITP 1 är en tjänstepension som omfattar privatanställda tjänstemän födda 1979 eller senare (även vissa tidigare födda kan omfattas, efter beslut av arbetsgivaren). 
ITP 1 innehåller
- ålderspension från 25 års ålder, som börjar betalas ut när man går i pension
- sjukpension från 18 år, som betalas ut om man blir långvarigt sjuk
- familjeskydd, som man kan välja till
- återbetalningsskydd, som man kan välja till.

Arbetsgivaren betalar varje månad in pengar till tjänstemannens ITP-ålderspension (premier), som hen får placera själv i ITP-valet. Ålderspensionen inom ITP 1 är premiebestämd, vilket innebär att premien är bestämd på förhand, men inte storleken på pensionen. Premien i ITP 1 motsvarar 
- 4,5 % av lönedelar upp till 7,5 inkomstbasbelopp
- 30,0 % av lönedelar över 7,5 inkomstbasbelopp.

Kompletterande premier kan förekomma.

### Val inom ITP 1
Den som har ITP 1 kan göra följande val för tjänstepensionen:
- Sparform/placering. De som tillhör ITP 1 placerar själva tjänstepensionen genom ITP-valet. Hälften av premien måste placeras i en traditionell pensionsförsäkring. Den andra hälften kan placeras i en traditionell försäkring eller en fondförsäkring eller både och. Man väljer också vilket bolag som ska förvalta pengarna.
- Efterlevandeskydd. Inom ITP an man välja familjeskydd och/eller återbetalningsskydd som skyddar ens familj om man avlider i förtid. Utan skyddet blir den egna pensionen högre.
- Förmånstagare. Om man lagt till efterlevandeskydd kan man till viss del påverka vem som ska få pengarna.

Collectum är valcentral för ITP-valet.

## ITP 2
ITP 2 är en tjänstepension som omfattar privatanställda tjänstemän födda 1978 eller tidigare. Ålderspensionen inom ITP 2 är förmånsbestämd, vilket innebär att storleken på pensionen är bestämd på förhand, men inte premien. ITP 2 innehåller dock även en premiebestämd del, ITPK.
ITP 2 innehåller
- ålderspension, som börjar betalas ut när man går i pension
- sjukpension från 18 år, som betalas ut om man blir långvarigt sjuk
- familjepension (om man tjänar mer än 7,5 inkomstbasbelopp om året)
- ITPK (kompletterande ålderspension) från 28 års ålder – börjar betalas ut när man går i pension.

För att ha ITP 2 och ITPK måste man arbeta minst åtta timmar i veckan.
| Årslön                  | Ålderspension i procent av årslönen |
| ----------------------- | ----------------------------------- |
| 0–7,5 inkomstbasbelopp  | 10 procent                          |
| 7,5–20 inkomstbasbelopp | 65 procent                          |
| 20–30 inkomstbasbelopp  | 32,5 procent                        |

Ålderspensionen i ITP 2 förvaltas av Alecta.

### ITPK
Från 28 års ålder har privatanställda tjänstemän som omfattas av ITP 2 också en kompletterande ålderspension, ITPK, som innehåller
- egen ålderspension
- familjeskydd, som man kan välja till
- återbetalningsskydd, som man kan välja till.

ITPK ålderspension är premiebestämd och den anställde får placera den själv i ITPK-valet. Arbetsgivaren betalar en bestämd premie, två procent av lönen, varje månad. 

### ITPK-valet
Den som har ITP 2 kan anpassa sin tjänstepension genom  ITPK-valet. Man kan välja sparform och förvaltare för ITPK-premien – antingen en traditionell försäkring eller en fondförsäkring. Man kan också välja till familjeskydd och/eller återbetalningsskydd.
Collectum är valcentral för ITPK-valet.

## ITP sjukpension
En privatanställd tjänsteman som har ITP kan få en extra ersättning som kallas ITP sjukpension om han eller hon är sjuk en längre tid. Den ser lite olika ut beroende på hur mycket man tjänar.
Den som har fyllt 18 år och är sjukskriven till minst 25 procent kan få sjukpension om hen 
- varit sjukskriven i mer än 90 dagar i följd eller
- varit sjukskriven i mer än 105 dagar i olika perioder den senaste tolvmånadersperioden eller
- samtidigt får sjuk- eller aktivitetsersättning från Försäkringskassan.

## ITP familjepension
En privatanställd tjänsteman som tillhör ITP 2 och har en årslön på mer än 7,5 inkomstbasbelopp har en familjepension genom sin tjänstepension. Det betyder att tjänstemannens familj får ersättning om hen avlider. Det finns dock regler för vem som räknas som familj i sammanhanget: en sambo har inte rätt till den här pensionen (däremot kan sambo bli förmånstagare till familjeskydd).
Det finns möjlighet att avstå från familjepension och istället styra över inbetalningar från ITP familjepension till den egna ålderspensionen.

## Familjeskydd
Familjeskydd är en extra pension som en privatanställd tjänsteman kan lägga till sin ITP eller ITPK. Det innebär att det betalas ut pengar till familjen om man avlider innan man har gått i pension. Hur mycket som ska betalas till familjen, och under hur lång tid pengarna ska betalas ut, väljer man i ITP- eller ITPK-valet. Kostnaden för familjeskyddet beror på vilket belopp och vilken utbetalningstid man väljer samt vilken ålder man har.

## Återbetalningsskydd
Privatanställda tjänstemän med ITP kan välja till återbetalningsskydd i ITP- eller ITPK-valet. Då får de efterlevande den ålderspension som tjänstemannen har tjänat in, om han eller hon skulle avlida innan eller under tiden pensionen betalas ut.

## TGL
Privatanställda tjänstemän med ITP har också tjänstegrupplivförsäkring (TGL). TGL innebär att familjen får ett skattefritt engångsbelopp om tjänstemannen skulle avlida innan han eller hon går i pension.
För att få TGL måste man arbeta minst åtta timmar i veckan.